# Louisa (Virginia)
Louisa is een plaats (town) in de Amerikaanse staat Virginia, en valt bestuurlijk gezien onder Louisa County.

## Demografie
Bij de volkstelling in 2000 werd het aantal inwoners vastgesteld op 1401.
In 2006 is het aantal inwoners door het United States Census Bureau geschat op 1537, een stijging van 136 (9,7%).

## Geografie
Volgens het United States Census Bureau beslaat de plaats een oppervlakte van
4,7 km², geheel bestaande uit land. Louisa ligt op ongeveer 103 m boven zeeniveau.

## Plaatsen in de nabije omgeving
De onderstaande figuur toont nabijgelegen plaatsen in een straal van 36 km rond Louisa.